# Circondario di Oberberg
Il circondario di Oberberg (tedesco: Oberbergischer Kreis)  è un circondario della Renania Settentrionale-Vestfalia di 271 621 abitanti, che ha come capoluogo Gummersbach.

## Città e comuni
Fanno parte del circondario tredici comuni di cui sette sono classificati come città (Stadt). Quattro delle sette città sono classificate come media città di circondario (Mittlere kreisangehörige Stadt).
(Abitanti al 31 dicembre 2021)

### Città
- Bergneustadt (18 416)
- Gummersbach (media città di circondario) (51 126)
- Hückeswagen (14 706)
- Radevormwald (media città di circondario) (21 952)
- Waldbröl (19 618)
- Wiehl (media città di circondario) (25 088)
- Wipperfürth (media città di circondario) (20 879)

### Comuni
- Engelskirchen (19 293)
- Lindlar (21 366)
- Marienheide (13 465)
- Morsbach (10 093)
- Nümbrecht (17 165)
- Reichshof (18 454)